# Kovačić (Chorwacja)
Kovačić – wieś w Chorwacji, w żupanii szybenicko-knińskiej, w mieście Knin. W 2011 roku liczyła 900 mieszkańców. We wsi urodził się Momčilo Đujić.